# Nagylak
Nagylak (ehemals Nagy-Lak, rumänisch Nădlac) ist eine ungarische Gemeinde im Kreis Makó im Komitat Csongrád-Csanád. Knapp vierzehn Prozent der Bewohner gehören der rumänischen Volksgruppe an.

## Geografische Lage
Nagylak liegt im südöstlichen Teil Ungarns, 19 Kilometer südöstlich der Kreisstadt Makó unmittelbar an der Grenze zu Rumänien. Nachbargemeinden sind Csánodpalota und Kövegy im Norden sowie Magyarcsanád im Westen. Jenseits der Grenze befindet sich die rumänische Stadt Nădlac.

## Geschichte
Beim Bauernaufstand 1514 errang das Heer von György Dózsa am Ort einen Sieg über die Armeen der Adligen. 
Ehemals gehörten der Ort und das heute rumänische Nădlac zusammen und bildeten eine Großgemeinde im Bezirk Nagylak des Komitats Csanád. 1892 hatte der Ort 12.800 Einwohner und 2168 Häuser auf einer Fläche von 26.418 Katastraljochen (152 km²). Im Ort befanden sich damals die Verwaltung des Kreises Nagylak, das Bezirksgericht, eine Eisenbahnstation, ein Post- und Telegrafenamt sowie eine Postsparkasse. 
Nach dem Ersten Weltkrieg kam es durch den Vertrag von Trianon 1922 zur Teilung der Großgemeinde. Der größere östliche Teil wurde Rumänien zugeteilt, der kleinere westliche mit der Fabrik, Bahnhof, Eisenbahnlinie und einem Teil des Ackerlandes verblieb bei Ungarn. So entstand die eigenständige Gemeinde Nagylak. 
In der Region der südlichen Tiefebene gibt es eine lange Tradition des Hanfanbaus. 1903 wurde eine Hanf und Flachs verarbeitende Fabrik gebaut, in der mehr als 300 Menschen Arbeit fanden. Der 70 Meter hohe Schornstein der Fabrik wurde das Wahrzeichen des Ortes. Zwischen den beiden Weltkriegen bot die Fabrik Arbeit für 450 bis 500 Menschen, in den 1970er Jahren sogar für mehr als 600 Menschen. Ab den 1980er Jahren kam es zu einem Abbau der Belegschaft, 2009 wurde der Betrieb eingestellt und das Unternehmen liquidiert. Seit 2016 hat die Hanffabrik neue Besitzer und der Betrieb wurde wieder aufgenommen.

## Religion
Im Jahr 2011 gaben die Bewohner folgende Religionszugehörigkeiten an: 32,6 % römisch-katholisch, 8,4 % reformiert, 4,7 % evangelisch, 0,4 % jüdisch und 0,2 % griechisch-katholisch.

## Sehenswürdigkeiten
- Glockenturm
- György-Dózsa-Statue, erschaffen 1981 von András Lapis
- György-Dózsa-Gedenktafel anlässlich seines 500. Geburtstages
- Kulturhaus mit Dauerausstellung zur Geschichte der Hanf- und Flachsverarbeitung in Nagylak
- Römisch-katholische Kirche Szentlélek, erbaut 2011–2014 nach Plänen von Géza Germán
- Trianon-Denkmal

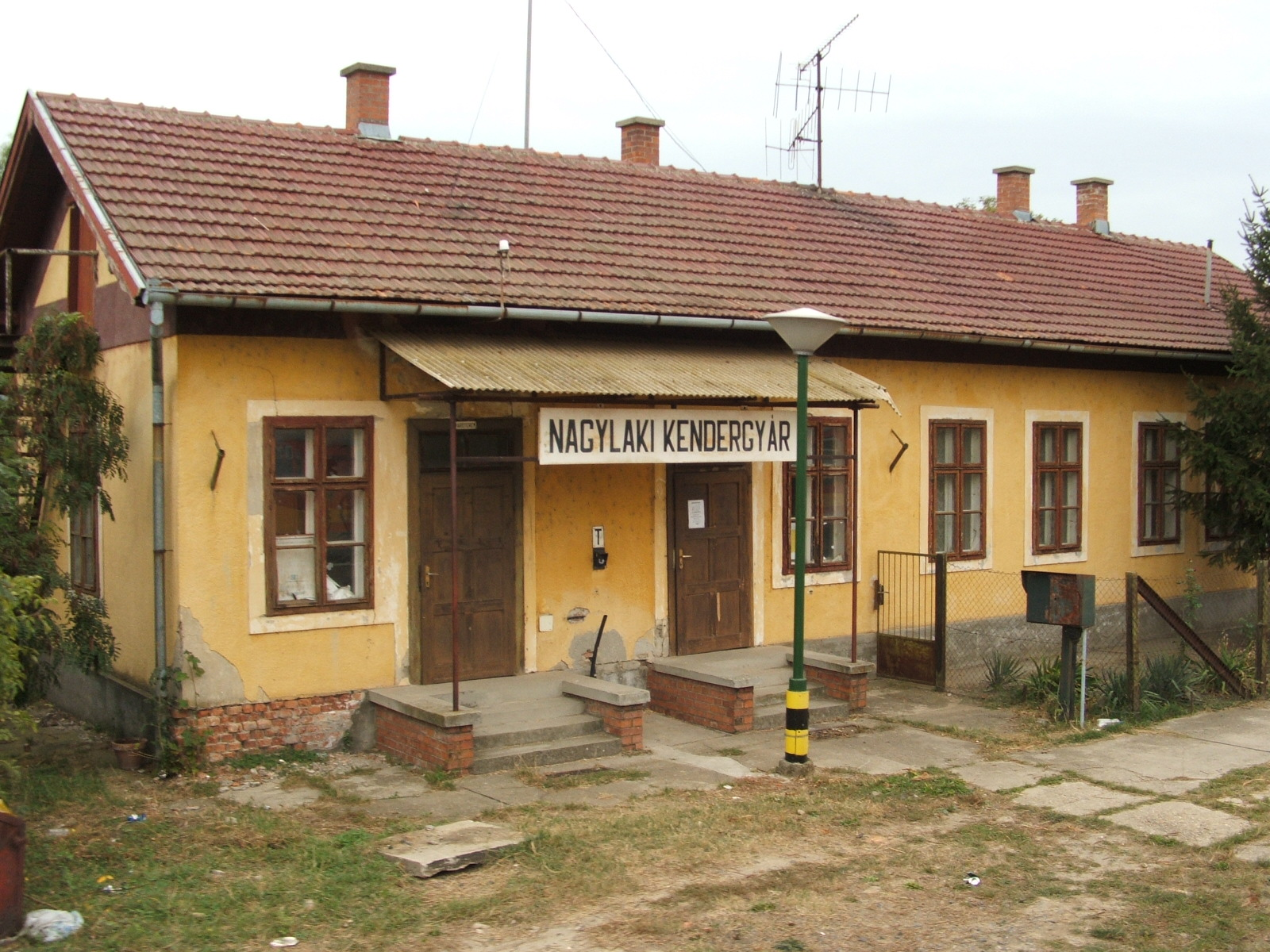
Eisenbahnhaltestelle Nagylaki kendergyár
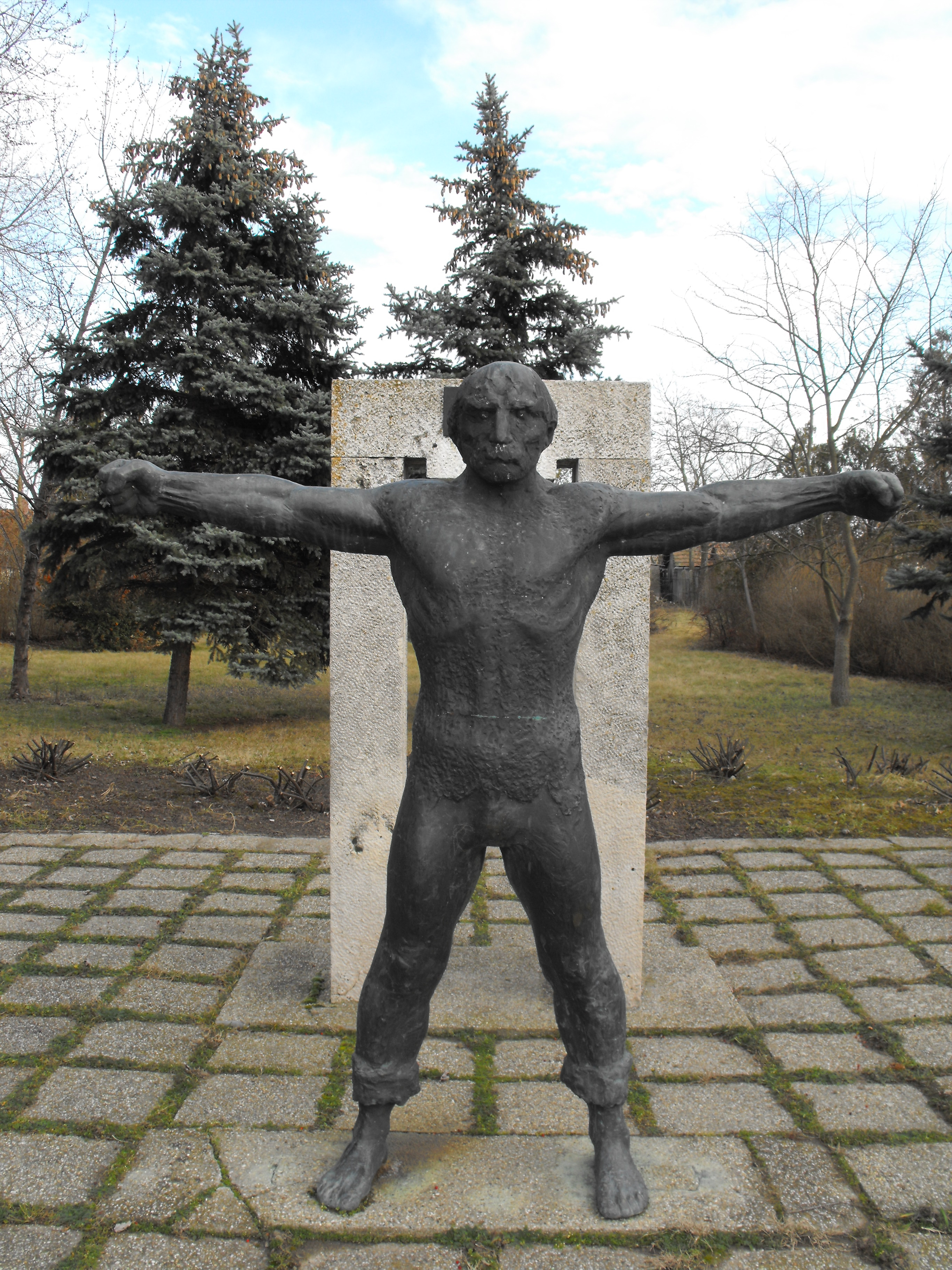
György-Dózsa-Statue
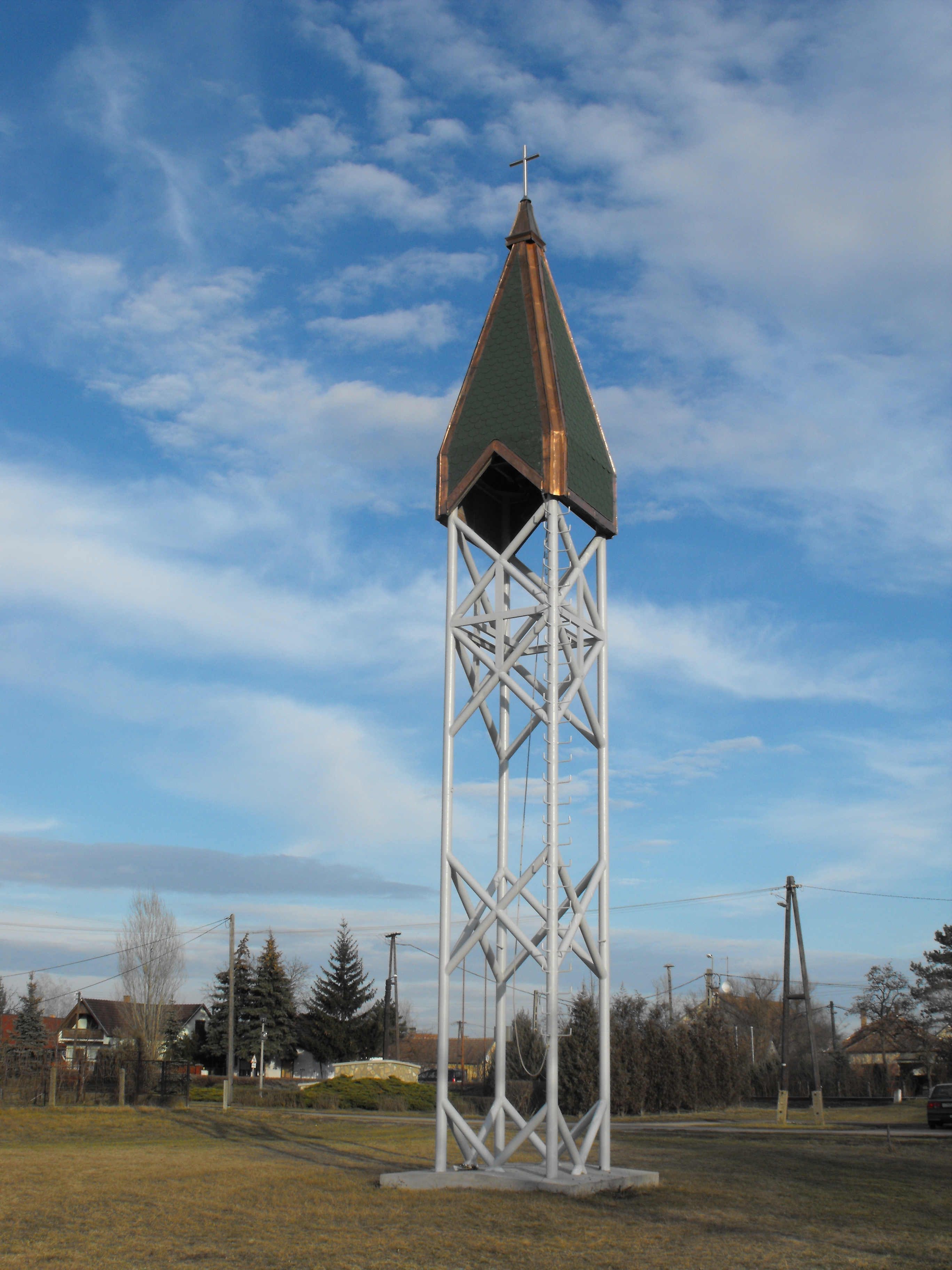
Glockenturm

## Verkehr
Durch Nagylak verlaufen die Landstraße Nr. 4458 und die Hauptstraße Nr. 448, südlich des Ortes die Hauptstraße Nr. 43, die zur rumänischen Grenze führt. Zwei Kilometer nördlich des Ortes verläuft die Autobahn M43, die ein Teil der Europastraße 68 ist. Im Ort gibt es zwei Bahnhöfe, von denen Zugverbindungen nach Újszeged und Békéscsaba bestehen. Weiterhin gibt es Busverbindungen nach Csánodpalota, über Magyarcsanád und Apátfalva nach Makó sowie nach Szeged.